# Fonction cardinale
En mathématiques, une fonction cardinale (ou un invariant cardinal) est une fonction à valeurs dans les nombres cardinaux.

## Fonctions cardinales enthéorie des ensembles
- La fonction cardinale la plus utilisée est celle qui à tout ensemble A associe sa cardinalité, notée |A|.
- Les alephs et les beths peuvent être vues comme des fonctions cardinales définies sur les ordinaux.
- Les opérations arithmétiques sur les cardinaux sont des exemples de fonctions des cardinaux (ou des couples de cardinaux) dans les cardinaux.
- Les caractéristiques cardinales d'un idéal propre I de parties de X (c'est-à-dire un ensemble non vide de parties propres de X, stable par sous-ensembles et par réunions finies) sont, en supposant que I recouvre X :
  - son additivité add(I), qui est le plus petit nombre d'éléments de I dont la réunion n'est pas élément de I :{\displaystyle {\rm {add}}(I)=\min\{|{\mathcal {A}}|:{\mathcal {A}}\subset I~\wedge ~\cup {\mathcal {A}}\notin I\}.}Ce cardinal est infini :{\displaystyle {\rm {add}}(I)\geq \aleph _{0}.}Il est même supérieur ou égal à ℵ1 si I est stable non seulement par réunions finies mais par réunions dénombrables ;
  - son nombre de recouvrement cov(I), qui est le plus petit nombre d'éléments de I dont la réunion est X tout entier :{\displaystyle {\rm {cov}}(I)=\min\{|{\mathcal {A}}|:{\mathcal {A}}\subset I~\wedge ~\cup {\mathcal {A}}=X\}.}Ce cardinal est supérieur ou égal au précédent :{\displaystyle {\rm {cov}}(I)\geq {\rm {add}}(I)~;}
  - son uniformité non(I) – parfois notée aussi unif(I) – qui est la plus petite taille d'une partie de X n'appartenant pas à I :{\displaystyle {\rm {non}}(I)=\min\{|A|:A\subset X~\wedge ~A\notin I{\big \}}.}Ce cardinal est, lui aussi, supérieur ou égal à l'additivité[1] :{\displaystyle {\rm {non}}(I)\geq {\rm {add}}(I)~;}
  - sa cofinalité cof(I), qui est la cofinalité de l'ordre partiel (I, ⊂), c'est-à-dire le plus petit cardinal d'une partie cofinale de cet ordre :{\displaystyle {\rm {cof}}(I)=\min\{|{\mathcal {B}}|:{\mathcal {B}}\subset I~\wedge ~(\forall A\in I)(\exists B\in {\mathcal {B}})(A\subset B)\}.}Elle majore les deux cardinaux précédents[1] :{\displaystyle {\rm {cof}}(I)\geq {\rm {non}}(I){\text{ et }}{\rm {cof}}(I)\geq {\rm {cov}}(I).}

Dans le cas où I est un idéal lié à la structure des réels, comme l'idéal des parties Lebesgue-négligeables ou celui des parties maigres, ces invariants cardinaux font partie des caractéristiques cardinales du continu (en).
- Pour un ensemble préordonné (E, ≤), la définition de la cofinalité se généralise en celle du (en) dominating number 𝖉(E) :{\displaystyle {\mathfrak {d}}(E)=\min {\big \{}|Y|:Y\subset E~\wedge ~(\forall x\in E)(\exists y\in Y)(x\leq y)\}}et l'on définit aussi le (en) bounding number 𝖇(E) :{\displaystyle {\mathfrak {b}}(E)=\min {\big \{}|Y|:Y\subset E~\wedge ~(\forall x\in E)(\exists y\in Y)(y\not \leq x){\big \}}.}
- En théorie des cofinalités possibles (en), on utilise la fonction cardinale ppκ(λ)[2].

## Fonctions cardinales en topologie
Les fonctions cardinales sont très utilisées en topologie générale, comme outils pour décrire diverses propriétés topologiques,,. En voici quelques exemples.
- Les deux invariants cardinaux les plus simples d'un espace topologique X sont sa cardinalité |X| et celle de sa topologie, o(X) = |TX|.
- Son poids w(X) est la plus petite cardinalité d'une base de TX. L'espace est dit à base dénombrable lorsque w(X) ≤ ℵ0.
- Son caractère χ(X) est le plus petit cardinal κ tel que tout point possède une base de voisinages de cardinal inférieur ou égal à κ. L'espace est dit à bases dénombrables de voisinages lorsque χ(X) ≤ ℵ0.
  - Son π-poids πw(X) est le plus petit cardinal d'une π-base, c'est-à-dire d'une famille d'ouverts non vides telle que tout ouvert non vide de X contient un ouvert de cette famille.
- Sa densité  d(X) est la plus petite cardinalité d'une partie dense. L'espace est dit séparable lorsque d(X) ≤ ℵ0.
- Son nombre de Lindelöf L(X) est le plus petit cardinal κ tel que tout recouvrement ouvert de X possède un sous-recouvrement de cardinal inférieur ou égal à κ. L'espace est dit de Lindelöf lorsque L(X) ≤ ℵ0.
- Sa cellularité (ou son nombre de Suslin (en)[5]) c(X) est le plus petit cardinal κ tel que toute famille d'ouverts non vides deux à deux disjoints est de cardinal inférieur ou égal à κ.
  - Sa cellularité héréditaire ou son étalement[7] (en anglais : spread) s(X) est la borne supérieure des cellularités de ses sous-espaces :{\displaystyle s(X)={\rm {hc}}(X)=\sup\{{\rm {c}}(Y):Y\subset X\}=\sup\{|Z|:Z\subset X~\wedge } le sous-espace Z est discret{\displaystyle \}.}
- Son étroitesse[7] (en anglais : tightness) t(X) est le plus petit cardinal κ tel que tout point adhérent à une partie A de X est adhérent à un sous-ensemble de A de cardinal inférieur ou égal à κ. L'espace est dit dénombrablement engendré, ou dénombrablement étroit, lorsque t(X) ≤ ℵ0.
  - Son étroitesse augmentée t+(X) est le plus petit cardinal régulier κ tel que tout point adhérent à une partie A de X est adhérent à un sous-ensemble de A de cardinal inférieur à κ.

Diverses inégalités relient ces fonctions. Par exemple :
Beaucoup de fonctions cardinales d'un espace topologique correspondent par dualité aux fonctions cardinales de son algèbre de fonctions continues ou d'une algèbre de Boole.

## Fonctions cardinales d'une algèbre de Boole
Les fonctions cardinales sont souvent utilisées dans l'étude des algèbres de Boole,.
On peut mentionner par exemple les fonctions suivantes d'une algèbre de Boole B :
- sa cellularité c(B), qui est la borne supérieure des cardinaux d'antichaînes de B ;
- sa longueur length(B), qui est la borne supérieure des cardinaux de ses chaînes ;
- sa profondeur depth(B), qui est la borne supérieure des cardinaux de ses parties bien ordonnées ;
- son incomparabilité inc(B), qui est la borne supérieure des cardinaux de familles d'éléments deux à deux incomparables ;
- son pseudo-poids π(B), qui est le plus petit cardinal d'une famille d'éléments non nuls de l'algèbre de Boole B telle que tout élément non nul de B est minoré par un élément de cette famille.

## Fonctions cardinales en algèbre
Des exemples de fonctions cardinales que l'on considère en algèbre sont :
- l'indice d'un sous-groupe H d'un groupe G, qui est le nombre de classes suivant H ;
- la dimension d'un espace vectoriel, qui est le cardinal d'une base ;
- plus généralement, le rang d'un module libre ;
- la codimension d'un sous-espace vectoriel ;
- le nombre minimal de générateurs de n'importe quelle structure algébrique, comme les générateurs d'un groupe ou d'un espace vectoriel ;
- le degré d'une extension de corps, le degré séparable d'une extension algébrique et le degré de transcendance d'une extension transcendante.